# Країна краси
«Країна краси» (англ. Beautyland) — науково-фантастичний роман американської письменниці Марі-Елен Бертіно, що був опублікований 16 січня 2024 року у видавництві Farrar, Straus and Giroux.

## Сюжет
Книга розповідає про Адіну, яку ще до народження послали іншопланетяни, щоб з'ясувати, чи можуть вони жити на Землі, і вона звітує їм про це факсом. Сюжет починається з народження Адіни, яке відбувається 1977 року, коли був запущений «Вояджер-1».

## Огляди
Александра Джейкобс з The New York Times назвала роман «дивовижним». Майкл Шауб, який пише для The Boston Globe, назвав твір «шедевром від авторки, яка має неабиякий талант».